# ICarly: Vier Fäuste für iCarly
iCarly: Vier Fäuste für iCarly ist eine US-amerikanische Komödie von 2008. Sie wurde von Dan Schneider produziert, der auch der Produzent der dazugehörigen Serie iCarly ist. Es ist der dritte iCarly-Film zur gleichnamigen Serie. „iCarly: Vier Fäuste für iCarly“ wurde in den USA zum ersten Mal am 8. August 2009 auf dem Fernsehsender Nickelodeon ausgestrahlt. Die Erstausstrahlung wurde von 7,86 Millionen Zuschauern gesehen. In Deutschland sollte der Film am 6. Februar 2010 von Nickelodeon ausgestrahlt werden, dies wurde jedoch auf den 27. Februar 2010 verschoben.

## Handlung
Carly und Martial-Arts-Champion Shelby Marx vereinbaren einen Show-Kampf, wobei die Einnahmen einem guten Zweck zur Verfügung gestellt werden sollen. Bei der Pressekonferenz stürzt Carly aus Versehen über Shelbys Großmutter, was sie in der Folge befürchten lässt, dass Shelby im Ring Rache üben könnte. Aus diesem Grund erklärt Carly schließlich, nicht länger am Kampf teilnehmen zu wollen, was ihr in der Öffentlichkeit prompt den Ruf eines Feiglings einbringt. Daher bittet sie Shelby darum ihr zu verzeihen und den Kampf nun doch durchzuführen. Vorerst verzeiht sie ihr. Doch Nevel Pepperman – ein alter Widersacher von Carly – manipuliert die Videoaufzeichnung von der Pressekonferenz dahingehend, dass es so aussieht, als ob Carly Shelbys Großmutter mit Absicht traktiert hätte, sodass Shelby beim Kampf auf echte Weise kämpft. Trotzdem übersteht Carly die erste Runde. Als alle von Nevels Lüge erfahren, wird dieser von Carly, Sam und Shelby zusammengeschlagen. Am nächsten Tag ist Shelby zu Gast bei iCarly.

## Synchronisation
| Rolle   | Schauspieler     | Synchronsprecher |
| ------- | ---------------- | ---------------- |
| Carly   | Miranda Cosgrove | Rubina Kuraoka   |
| Sam     | Jennette McCurdy | Anne Helm        |
| Freddie | Nathan Kress     | Christian Zeiger |
| Spencer | Jerry Trainor    | Julien Haggège   |
| Gibby   | Noah Munck       | Leonard Walenta  |
| Nevel   | Reed Alexander   | Sami El-Sabkhawi |
| Shelby  | Victoria Justice | Tanya Kahana     |

## DVD
In den USA erschien am 30. März 2010 die DVD zum Serien-Special. In Deutschland erschien das Special am 8. September 2011 auf DVD.

## Trivia
Die Szenen des Films spielen in Seattle, wurden aber eigentlich in den Nickelodeon-Studios in Los Angeles gedreht.
Diese Folge wurde in Deutschland im Format 4:3 ausgestrahlt, während sie in den USA bereits in 16:9 gezeigt wurde. Der Grund dafür ist, dass es zum Zeitpunkt der Erstausstrahlung noch keine HD-Version des Senders in Deutschland gab und die SD-Version noch in 4:3 produziert wurde.